# Kostel svatého Ducha (Dobruška)
Kostel svatého Ducha je římskokatolický hřbitovní kostel v Dobrušce za městem směrem k Orlickým horám. Je chráněn jako kulturní památka České republiky.

## Historie
Datum vzniku původního kostela není známo. V 16. století byl zřejmě původní dřevěný kostel nahrazen kamenným. Gotický původ kostela se zatím nepotvrdil. Se zvonicí osazenou zvonem z roku 1588 od královéhradeckého zvonaře Eliáše je kostel nejvýraznější krajinnou dominantou. Pod zvonicí byla v letech 1767–1782 poustevna. Barokní úpravy kostela byly provedeny v roce 1761, další úpravy v letech 1896 a 1957. Při poslední úpravě byl kostelu vrácen renesanční nádech.

## Architektura
Jednolodní, přibližně orientovaná podélná stavba s mírně odsazeným obdélným presbytářem a sakristií čtvercového tvaru v ose závěru. Hlavní průčelí je členěno pilastry a završeno barokním vykrajovaným štítem a trojúhelníkovým nástavcem. Hranolová raně barokní zvonice z roku 1687 je součástí ohradní zdi hřbitova.

## Interiér
V kostele je pohřben donátor kostela rytíř Andreáš Nejman z Ryglic a Lövensteinu (náhrobek z roku 1632).

## Bohoslužby
Bohoslužby se v kostele konají příležitostně.

## Zajímavosti
V prostoru kostela a zvonice se natáčel televizní seriál F. L. Věk. Kostel si zahrál i ve filmu Babička.